# 나가오 마리야
나가오 마리야(일본어: 永尾 まりや, 1994년 3월 10일 ~ )는 일본의 아이돌이며, 여성 아이돌 그룹 전 AKB48 팀K의 멤버이다.
도쿄도 출신. 어 빙 소속.

## 내력
2009년
- 9월 20일, 《AKB48 제6회 연구생 (9기생) 오디션》에 합격.

2010년
- 12월 8일, 《AKB48 극장 5주년 특별 기념 공연》에서, 동기인 오오바 미나, 시마자키 하루카, 시마다 하루카, 타케우치 미유, 나카무라 마리코, 모리 안나, 야마우치 스즈란과 함께, 정규 멤버로의 승격이 발표되었다. 그러나 기존 팀에 빈자리가 없어, 그 후에는 정규 멤버 56명에 포함되면서 소속은 팀 연구생인채로, 경우에 따라서는 연구생 취급이 되었다.

2011년
- 6월 6일, TOKYO DOME CITY HALL에서 개최된 《〈놓친 그대들에게〉~AKB48 그룹 전공연~》·해바라기조 1st Stage 〈나의 태양〉 공연에서, 팀 연구생으로 되어 있던 다른 정규 멤버와 함께 팀4를 결성하는 것이 발표되었다[1].

2012년
- 3월 25일, 콘서트 《업무 연락. 부탁해, 카타야마 부장! in 사이타마 수퍼 아레나》의 3일째 공연에서 어빙으로의 이적 타진이 있던 것이 발표되었다[2][3].
- 5월 15일, 어빙 공식 사이트에 프로필 게재.
- 5월부터 6월에 걸쳐 실시된 《AKB48 27th 싱글 선발 총선거》에서는 39위로, 넥스트 걸즈에 선출된다[4].
- 8월 24일, 《AKB48 in TOKYO DOME ~1830m의 꿈~》 첫날 공연에서, 팀4의 해체에 따라 팀K로 이동하는 것이 발표되었다[5][6].
- 11월 1일, 팀K로 이동. 같은 날에 시작한 팀K 웨이팅 공연의 스타팅 멤버로서 신 팀에서의 활동을 개시한다[7].

2013년
- 5월 22일 발매의 싱글 〈안녕 크롤〉으로 싱글 표제곡 첫 선발이 된다.
- 5월부터 6월에 걸쳐 실시된 《AKB48 32nd 싱글 선발 총선거》에서는 35위로, 넥스트 걸즈에 선출된다[8].
- 7월 23일 발매의 잡지 《JJ》(코분샤) 9월호의 〈S size News〉에서 처음으로 패션지의 모델을 맡는다[9].

2014년
- 5월부터 6월에 걸쳐 실시된 《AKB48 37th 싱글 선발 총선거》에서는 65위로, 업커밍 걸즈에 선출된다[10].

2015년
- 5월부터 6월에 걸쳐 실시된 《AKB48 41st 싱글 선발 총선거》에서는 69위로, 업커밍 걸즈에 선출된다[11].
- 12월 7일, AKB48 졸업을 발표[12].

2016년
- 1월 21일, TOKYO DOME CITY HALL에서 《타카죠 아키·나가오 마리야 졸업 콘서트》가 개최된다[13].
- 2월 14일, 5월 1일에 개최되는 〈입술에 Be My Baby〉 극장반 발매 기념 대악수회가, 참가하는 마지막 AKB48 악수회가 되는 것이, AKB48 공식 블로그에서 발표되었다[14].
- 3월 2일, AKB48 극장에서의 졸업 공연이 3월 19일에 실시되는 것이, AKB48 공식 블로그에서 발표되었다[15].
- 5월 1일, AKB48를 졸업.[16]

## 인물
- 초등학생 때부터, 모델 지망[9]. 좋아하는 모델은, 스즈키 에미, 타카하시 마이코[9].
- 초등학생 때 학급 위원을 맡은 경험이 있지만, 본인이 말하기를 〈부위원장 타입〉으로, 스스로 적극적으로 이야기를 하는 게 안된다고 한다[17].
- 취미와 특기는, 6년간 배운 기계 체조[18]. 특히, 론다토[17]. 다른 취미로는 청소와 쇼핑[19], 특기로는 그림 그리기도 들고 있다[20].
- 덧니와 오리입이 특징.
- 장점은 마이 페이스, 단점은 제멋대로인 것[17].
- 좋아하는 음식은 풋콩과 고기, 싫어하는 것은 홍차[17].
- 좋아하는 아티스트는, UVERworld.

### AKB48 관련
- 캐치프레이즈는, 〈모두에게 행복을 보내고 싶어. 윙크 킬러 나가오 마리야입니다.〉[9].
- 측전과 훌라후프도 잘해서, 우치다 마유미, 스즈키 마리야, 요코야마 유이와 나가오 넷이서 〈체육회계 아이돌〉을 결성했다.

## AKB48에서의 참가곡

### 싱글 CD 선발곡
- 〈ポニーテールとシュシュ 포니테일과 슈슈〉에 수록
  - 僕のYELL / 나의 YELL - 시어터 걸즈 명의
- 〈チャンスの順番 찬스의 순번〉에 수록
  - フルーツ・スノウ / 프루츠 스노우 - 팀 연구생 명의
- 〈桜の木になろう 벚나무가 되자〉에 수록
  - 黄金センター / 황금 센터 - 팀 연구생 명의
- 〈Everyday、カチューシャ Everyday, 카츄샤〉에 수록
  - ヤンキーソウル / 양키 소울
  - アンチ / 안티 - 팀 연구생 명의
- 〈フライングゲット 플라잉 겟〉에 수록
  - 青春と気づかないまま / 청춘이란 걸 깨닫지 못한 채
- 〈風は吹いている 바람은 불고 있어〉에 수록
  - Vamos - 언더 걸즈 장미조 명의
  - 蕾たち / 꽃봉오리들 - 팀4+연구생 명의
- 〈上からマリコ 위에서부터 마리코〉에 수록
  - 走れ!ペンギン / 달려라! 펭귄 - 팀4 명의
- 〈GIVE ME FIVE!〉에 수록
  - 羊飼いの旅 / 목동의 여행 - 스페셜 걸즈B 명의
- 〈真夏のSounds good ! 한여름의 Sounds good !〉에 수록
  - 3つの涙 / 3개의 눈물 - 스페셜 걸즈 명의
  - 君のために僕は… / 널 위해 나는…
- 〈ギンガムチェック 깅엄 체크〉에 수록
  - ドレミファ音痴 / 도레미파 음치 - 넥스트 걸즈 명의
- 〈UZA〉에 수록
  - 次のSeason / 다음 Season - 언더 걸즈 명의
  - スクラップ&ビルド / 스크랩&빌드 - 팀K 명의
- 〈永遠プレッシャー 영원 프레셔〉에 수록
  - 永遠より続くように / 영원보다 계속되도록 - OKL48 명의
- 〈So long !〉에 수록
  - Waiting room - 언더 걸즈 명의
  - 夕陽マリー / 석양 매리 - 오오시마 팀K 명의
- さよならクロール / 안녕 크롤
  - How come ? - 팀K 명의
- 〈恋するフォーチュンクッキー 사랑하는 포춘 쿠키〉에 수록
  - 今度こそエクスタシー / 이번에야 말로 엑스터시 - 넥스트 걸즈 명의
- 〈ハート・エレキ 하트 일렉트릭 기타〉에 수록
  - 細雪リグレット / 가루눈 리그렛 - 팀K 명의
- 〈鈴懸の木の道で「君の微笑みを夢に見る」と言ってしまったら僕たちの関係はどう変わってしまうのか、僕なりに何日か考えた上でのやや気恥ずかしい結論のようなもの 플라타너스 나무가 서 있는 길에서 「네 미소가 꿈에 나왔어」라고 말해버린다면 우리들의 관계는 어떻게 변하는 걸까, 나 나름대로 며칠이고 생각해본 후의 조금 부끄러운 결론처럼〉에 수록
  - Mosh & Dive
  - Party is over
- 〈前しか向かねえ 앞 밖에 보지 않아〉에 수록
  - 君の嘘を知っていた / 네 거짓말을 알고 있었어 - Beauty Giraffes 명의 ※센터
- 〈ラブラドール･レトリバー 래브라도 리트리버〉에 수록
  - 愛しきライバル / 사랑스러운 라이벌 - 팀K 명의
- 〈心のプラカード 마음의 플래카드〉에 수록
  - チューインガムの味がなくなるまで / 추잉검의 맛이 없어질 때까지 - 업커밍 걸즈 명의 ※센터
- 〈希望的リフレイン 희망적 리프레인〉에 수록
  - Ambulance - 백합조 명의
  - 初めてのドライブ / 첫 드라이브 - 팀K 명의
- 〈ハロウィン・ナイト 할로윈 나이트〉에 수록
  - 君だけが秋めいていた / 너만이 가을다워져 있었다 - 업커밍 걸즈 명의
- 〈唇にBe My Baby 입술에 Be My Baby〉에 수록
  - お姉さんの独り言 / 언니의 혼잣말 - 팀K 명의

### 앨범 CD 선발곡
- 《ここにいたこと 여기에 있던 것》에 수록
  - High school days - 팀 연구생 명의
  - ここにいたこと / 여기에 있던 것 - AKB48+SKE48+SDN48+NMB48 명의
- 《1830m》에 수록
  - 直角Sunshine / 직각 Sunshine - 팀4 명의
  - 青空よ 寂しくないか? / 푸른 하늘이여 외롭지 않은가? - AKB48+SKE48+NMB48+HKT48 명의
- 《次の足跡 다음 발자국》에 수록
  - ぽんこつブルース / 퐁코츠 블루스
  - イチニノサン / 어여차
  - 共犯者 / 공범자 - 팀K 명의
- 《ここがロドスだ、ここで跳べ! 여기가 로도스다, 여기서 뛰어라!》에 수록
  - Conveyor - 팀K 명의
- 《0と1の間 0과 1 사이》에 수록
  - 愛の使者 / 사랑의 사자 - 팀K 명의

### 그 외의 가창곡
- 싱글 CD 〈첫사랑은 이루어지지 않아〉 (오쟈루마루 시스터즈 명의, 2011년 5월 11일 발매)
  - 初恋は実らない / 첫사랑은 이루어지지 않아 (NHK 애니메이션 《오쟈마루》 제14 시리즈 (2011년) 엔딩 테마)
  - かたつむり〜おじゃる丸シスターズ・バージョン〜 / 달팽이~오쟈마루 시스터즈 버전~ (오구 마나미가 부른 제13시리즈 엔딩 테마를 커버한 것)
- 싱글 CD 〈상냥하게 대하기 보다는 키스를 해줘〉 (와타나베 미유키 명의, 2014년 12월 24일 발매)
  - 春風ピアニッシモ / 봄바람 피아니시모 - AKB48 명의

### 극장 공연 유닛곡
연구생 〈아이돌의 새벽〉 공연
- 片思いの対角線 / 짝사랑의 대각선

연구생 〈연애 금지 조례〉 공연
- 真夏のクリスマスローズ / 한여름의 크리스마스 로즈

연구생 〈시어터의 여신〉 공연
- 初恋よ こんにちは / 첫사랑이여 안녕

팀B 5th Stage 〈시어터의 여신〉 공연
- ロマンスかくれんぼ / 로맨스 숨바꼭질 (전좌 걸)
- 初恋よ こんにちは / 첫사랑이여 안녕 ※
※사토 스미레의 언더

팀K 6th Stage 〈RESET〉 공연
- 檸檬の年頃 / 레몬 시절 (전좌 걸즈)
- 明日のためにキスを / 내일을 위해서 키스를 ※
※키쿠치 아야카의 언더

팀A 6th Stage 〈목격자〉 공연
- ミニスカートの妖精 / 미니스커트의 요정 (전좌 걸즈)
- ☆の向こう側 / ☆의 저편 ※
※코지마 하루나의 언더

팀4 1st Stage 〈나의 태양〉 공연
- 愛しさのdefense / 사랑스러움의 defense

오오시마 팀K 웨이팅 공연
- 片思いの対角線 / 짝사랑의 대각선 (팀B 4th Stage 〈아이돌의 새벽〉 공연, 요네자와 루미의 포지션) ※
- あなたとクリスマスイブ / 당신과 크리스마스 이브 (팀A 1st Stage 〈PARTY가 시작돼요〉 공연) ※
※이타노 토모미의 언더
- キャンディー / 캔디 (팀B 5th Stage 〈시어터의 여신〉 공연, 사토 아미나·카사이 토모미의 포지션) ※
※카사이 포지션은 마츠이 쥬리나가 휴연일 때, 마츠이의 언더
- 星の温度 / 별의 온도 ※
※원래는 이타노의 언더, 그 후 히라타 리나와 교환해, 히라타는 별의 온도에 출연, 나가오는 마츠이의 언더 출연

팀K 웨이팅 공연 II 〈최종 벨이 울린다〉 공연
- おしべとめしべと夜の蝶々 / 수술 암꽃술 밤의 나비들

팀K 7th Stage 〈RESET〉 공연
- 逆転王子様 / 역전 왕자님

팀K 8th Stage 〈최종 벨이 울린다〉 공연
- おしべとめしべと夜の蝶々 / 수술 암꽃술 밤의 나비들

## 출연

### 드라마
- 마지스카 학원 최종화 (2010년 3월 26일, TV 도쿄) - 마지스카 여학원 학생 역
- 마지스카 학원 2 (2011년 4월 22일 ~ 7월 1일, TV 도쿄) - 마리야기 역
- 아름다운 그대에게~미남☆파라다이스~2011 (2011년 7월 10일 ~ 9월 18일, 후지 TV) - 코베 유메미 역
- 사립 바카레아 고교 (2012년 4월 14일 ~ 6월 30일, 닛폰 TV) - 혼죠 마나 역
- 마지스카 학원 3 제5화 ~ 최종화 (2012년 8월 17일 ~ 10월 5일, TV 도쿄) - 야기 역
- 퍼스트 클래스 제2기 제3화 (2014년 10월 29일, 후지 TV) - NGS 홀딩스 접수 역
- 마지스카 학원 4 최종화 (2015년 3월 30일, 닛폰 TV) - 겟코 역
- 앨저넌에게 꽃을 제1화 (2015년 4월 11일, TBS) - 클럽에 있던 놀이 친구 역
- 마지스카 학원 5 (2015년 8월 25일, 닛폰 TV) - 겟코 역
- JK는 설녀 (2015년 9월 27일 ~ 10월 18일, MBS) - 야마시타 카오리 역
- 가족의 형태 (2016년 1월 17일 ~ 3월 20일, TBS) - 코야마 유카 역

### 영화
- 극장판 사립 바카레아 고교 (2012년 10월 13일, 쇼게이트) - 혼죠 마나 역
- 리얼 늑대 인간 게임 2 (2014년 4월 5일, 팔 기획) - 주연·타니구치 마이 역

### 무대
- 아오야마 메인 랜드 프레젠츠 《요코야마 켄 대좌장 공연》 (2013년 5월 6일 ~ 9일, 아사쿠사 공회당)

### 버라이어티
- 아리요시 AKB 공화국 (2010년 6월 29일 ~ 부정기 출연, TBS)
- 주간AKB (2010년 8월 13일 ~ 2012년 11월 30일 부정기 출연, TV 도쿄)
- AKBINGO! (2011년 1월 6일 ~ 부정기 출연, 닛폰 TV)
- AKB 네모우스 TV (패밀리 극장)
  - 스페셜~모기타테 연구생 in 괌~ (2011년 4월 17일)
  - Season8 (2011년 11월 27일·12월 4일·2012년 1월 29일)
  - Season10 (2012년 6월 17일·6월 24일·7월 29일 ~ 9월 2일)
  - Season11 (2012년 11월 18일)
  - Season12 (2013년 5월 19일·26일)
  - Season14 (2014년 2월 9일 ~ 2월 23일)
  - Season16 (2014년 7월 27일·9월 7일·9월 21일·9월 28일)
  - Season17 (2014년 12월 14일·12월 28일·2015년 1월 11일)
  - Season17 번외편 (2015년 1월 25일·2월 1일·2월 15일·2월 22일)
  - Season18 (2015년 4월 12일·5월 3일)
  - Season19 (2015년 7월 12일·8월 16일)
  - Season20 (2016년 1월 3일)
  - Season21 (2016년 2월 28일)
- AKB 콩트 〈미묘~〉 (2012년 1월 19일 ~ 2월 16일 부정기 출연, 히카리 TV)
- 미묘~한 문 AKB48의 가치챠레 (2012년 10월 12일, 히카리 TV)
- AKB 콩트 〈뭘 또 그렇게까지…〉 (2013년 8월 2일 ~ 2014년 3월 21일 부정기 출연, 히카리 TV)
- MYNAME의 W키친 (2013년 1월 7일 ~ 2013년 3월 25일, TOKYO MX) - MYNAME 교육계 겸 카리스마 조수 역
- AKB로 아르바이트 (2014년 12월 24일, 닛폰 TV)
- 어떻게 돼? (2015년 7월 6일 ~ 11월 30일, TOKYO MX) - MC
- 사시하라 카이와이즈 (2015년 11월 5일·19일·12월 3일, 후지 TV)

### 라디오
- 와타나베 마이와 나가오 마리야의 Tuesday Night (2014년 1월 7일 ~ , 라디오 닛폰)

### 이벤트
- LARME meets LaLaport TOKYO-BAY (2013년 11월 2일, 라라포트 TOKYO-BAY)

## 서적

### 캘린더
- 나가오 마리야 2012년 캘린더 (2011년 11월 19일, 하고로모)
- 탁상 나가오 마리야 2013년 캘린더 (2012년 12월 7일, 하고로모)
- 탁상 나가오 마리야 2014년 캘린더 (2012년 12월 6일, 하고로모)